# 双盾木
双盾木（学名：Dipelta floribunda）为忍冬科双盾木属的植物。分布于中国大陆的甘肃、四川、湖北、湖南、广西、陕西等地，生长于海拔650米至2,200米的地区，多生长于杂木林下以及灌丛中，目前尚未由人工引种栽培。

## 别名
双楯（中国树木分类学）